# Railway Hollow Cemetery
Le Railway Hollow Cemetery est un cimetière militaire de la Première Guerre mondiale, situé sur le territoire de la commune d'Hébuterne, dans le département du Pas-de-Calais, au sud d'Arras.

## Localisation
Ce cimetière est situé à 2 km au sud-est  du village, le long de la D 919 après le hameau de Serre-lès-Puisieux. On y accède après avoir emprunté un chemin rural dont l'entrée se trouve juste avant le Serre Road Cemetery N°1 sur environ 500 m. Ce cimetière est situé en contrebas du Sheffield Memorial Park.
Trois autres cimetières militaires britanniques se trouvent à proximité immédiate :
- Serre Road Cemetery N°3 à 200 m au sud
- Queens Cemetery, Puisieux à 50 m au sud-est
- Luke Copse British Cemetery à 200 m au nord-est

## Histoire

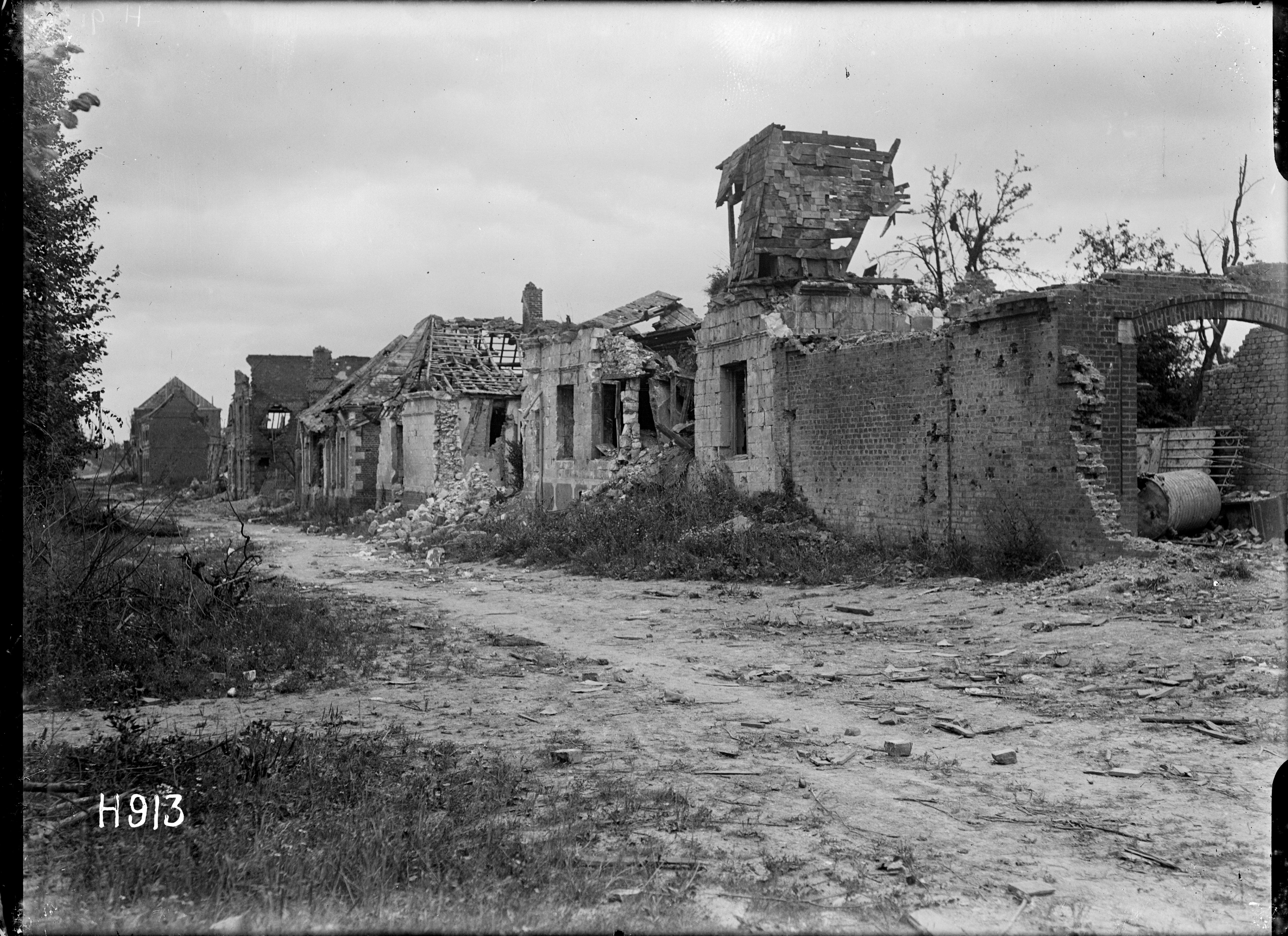
Ruines du village après la bataille de l'Ancre en mars 1917.

Le village d'Hébuterne reste aux mains des Alliés de mars 1915 à l'armistice, bien que lors des avancées allemandes de l'été 1918, il soit pratiquement en première ligne.
Railway Hollow Cemetery se trouve dans la ligne de soutien britannique de juillet 1916, à environ 1 km à l'ouest de Serre et à 200 mètres à l'ouest du bosquet appelé Mark Copse. Il a été réalisé par le Ve Corps lorsque les champs de bataille de la Somme ont été dégagés en 1917, et contient les tombes de soldats des 3e, 19e et 31e Divisions morts le 1er juillet, le 13 novembre 1916 et 5 février 1917.
Le cimetière contient 107 sépultures du Commonwealth de la Première Guerre mondiale, dont 44 sont non identifiées. Il y a aussi deux sépultures de guerre françaises.

## Caractéristiques
Ce cimetière a un plan carré de 20 mètres et est clos par un muret de moellons. Le cimetière a été conçu par l'architecte britannique Wilfred Clement Von Berg.

## Galerie

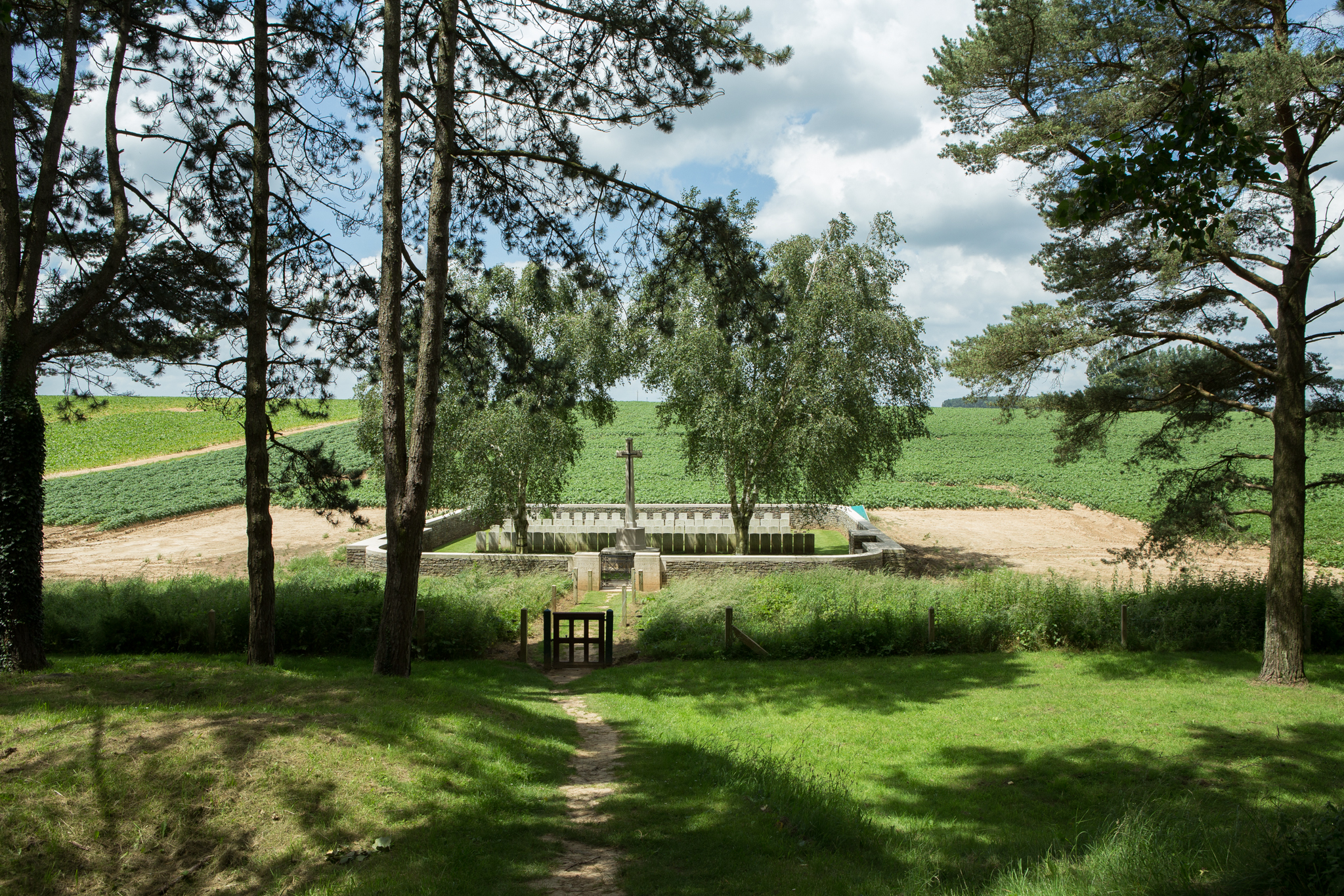
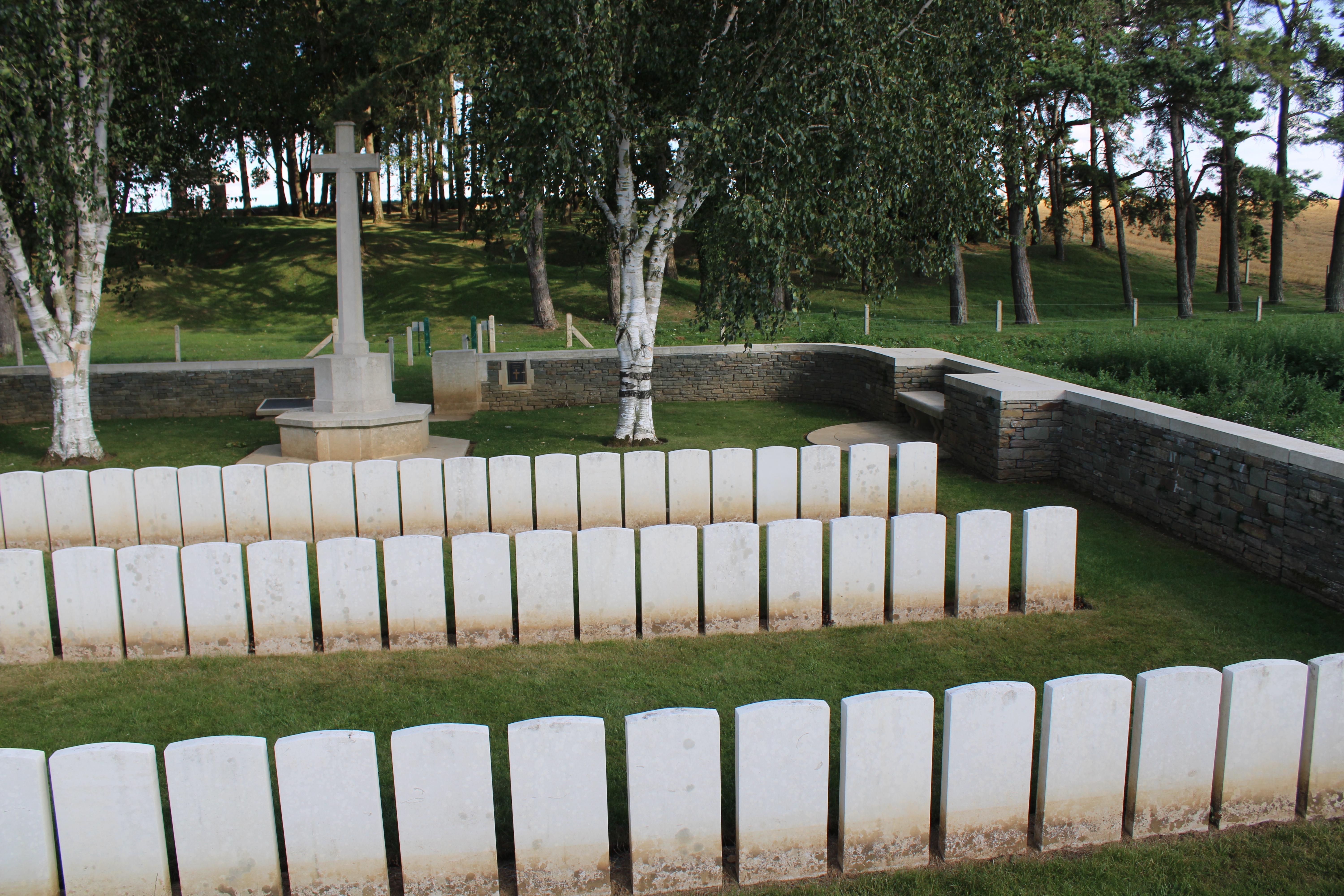
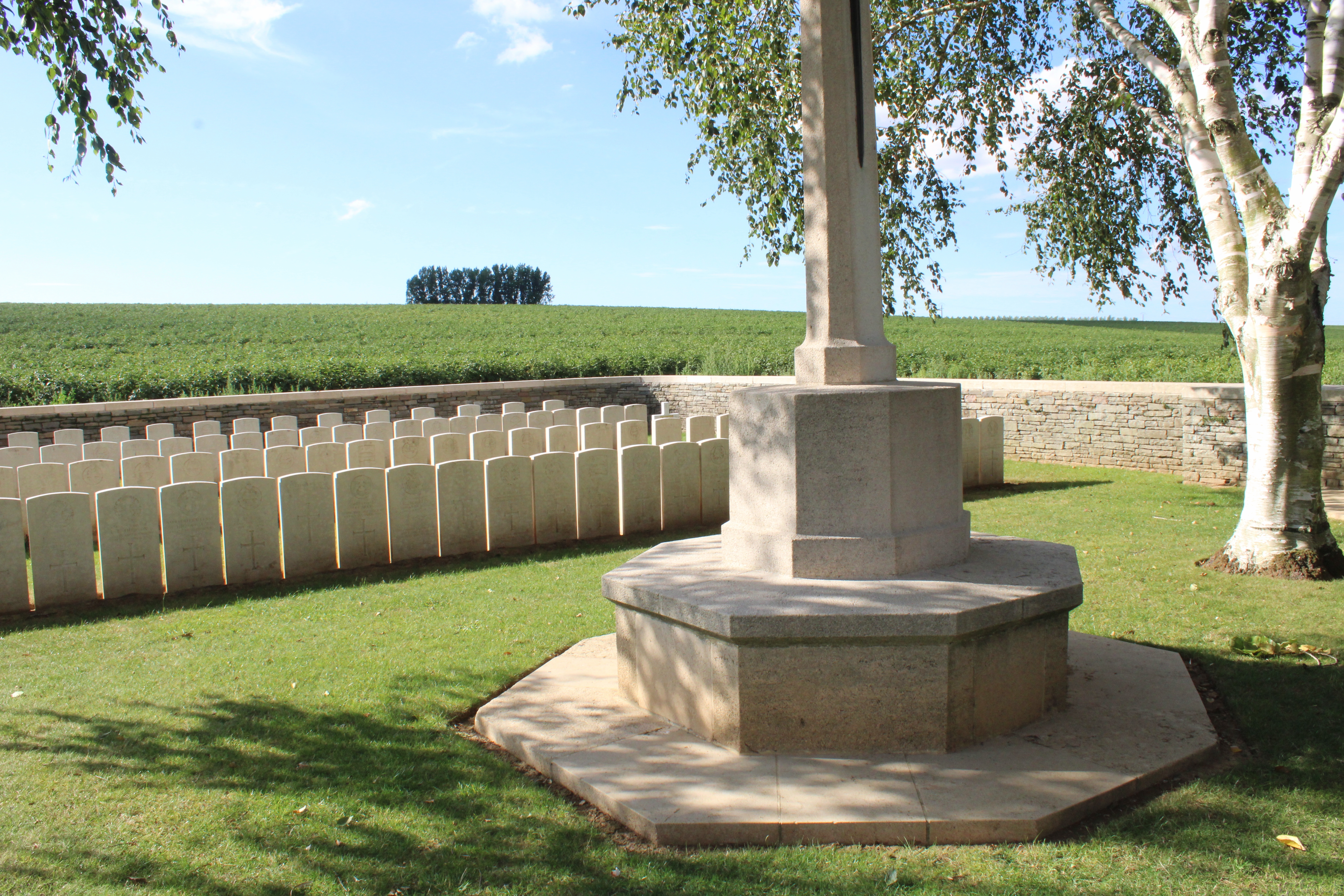
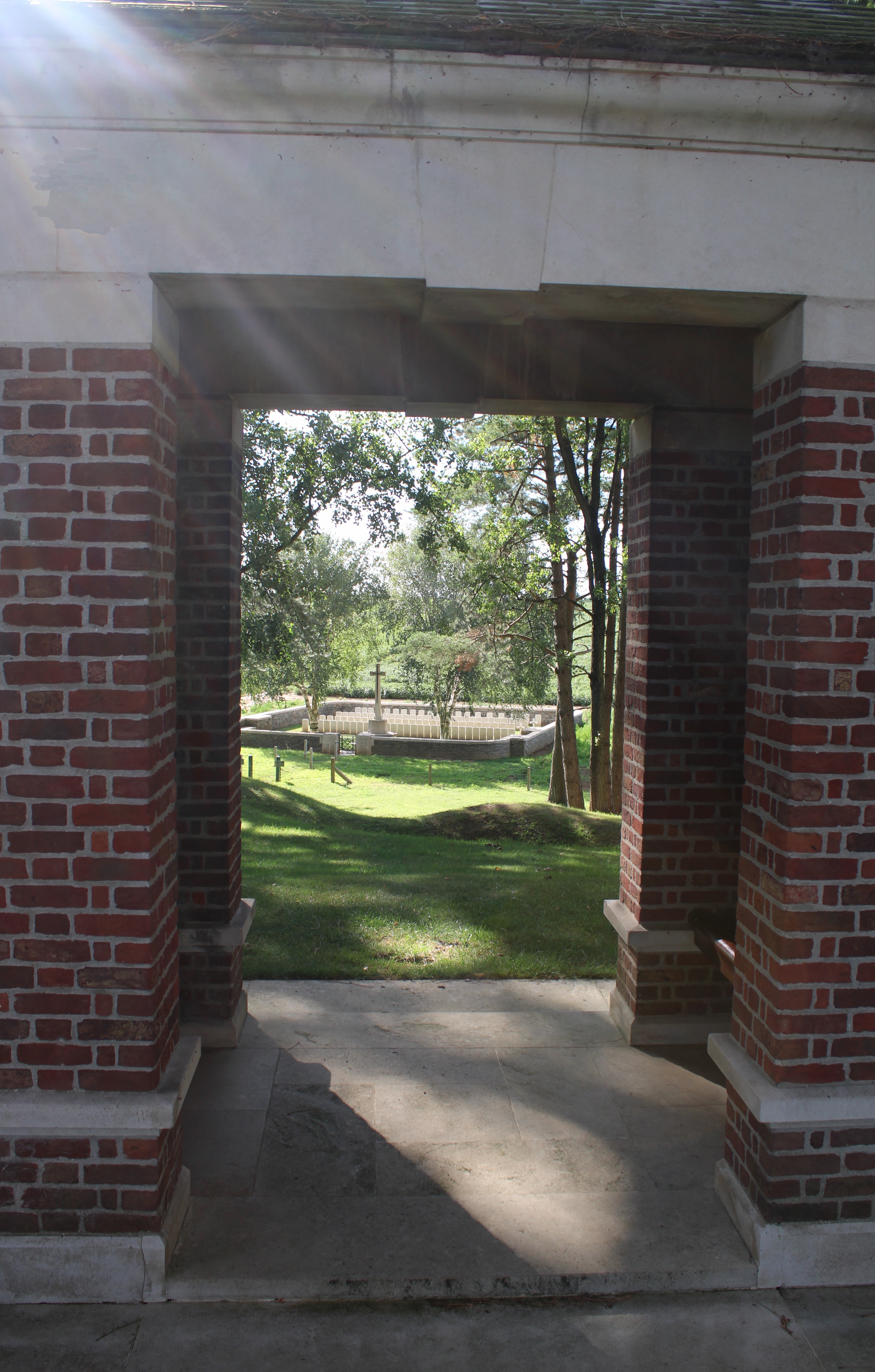
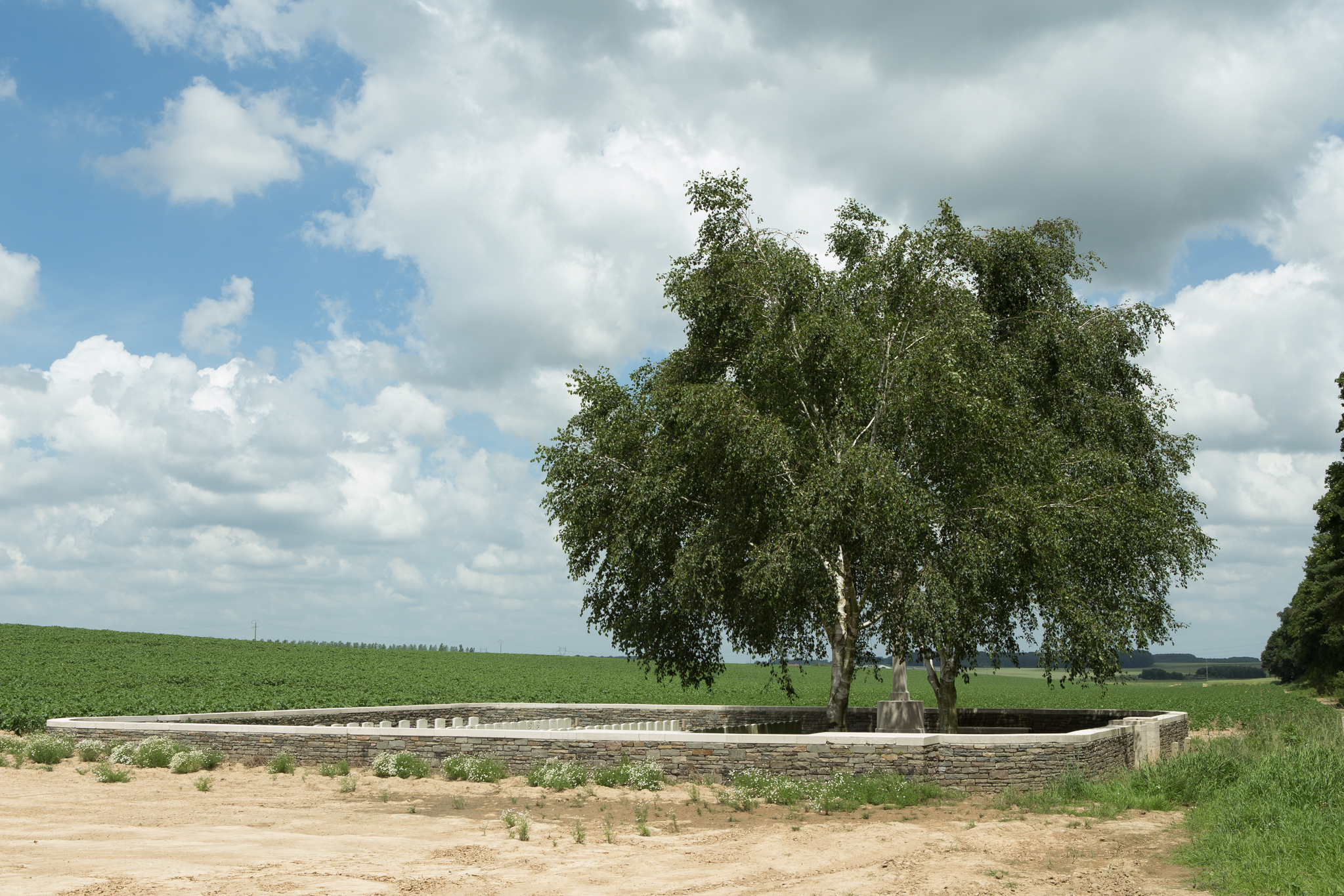
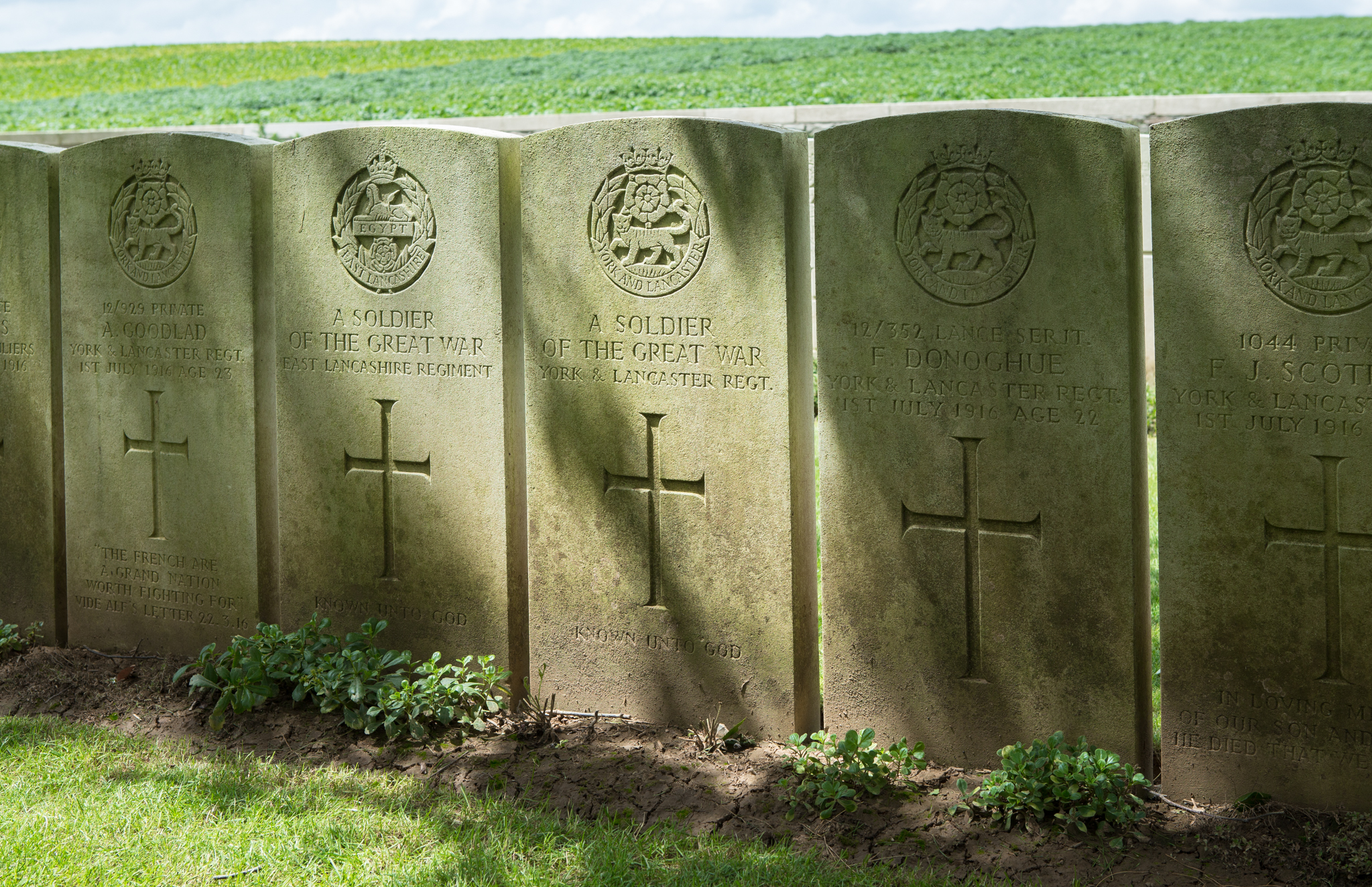
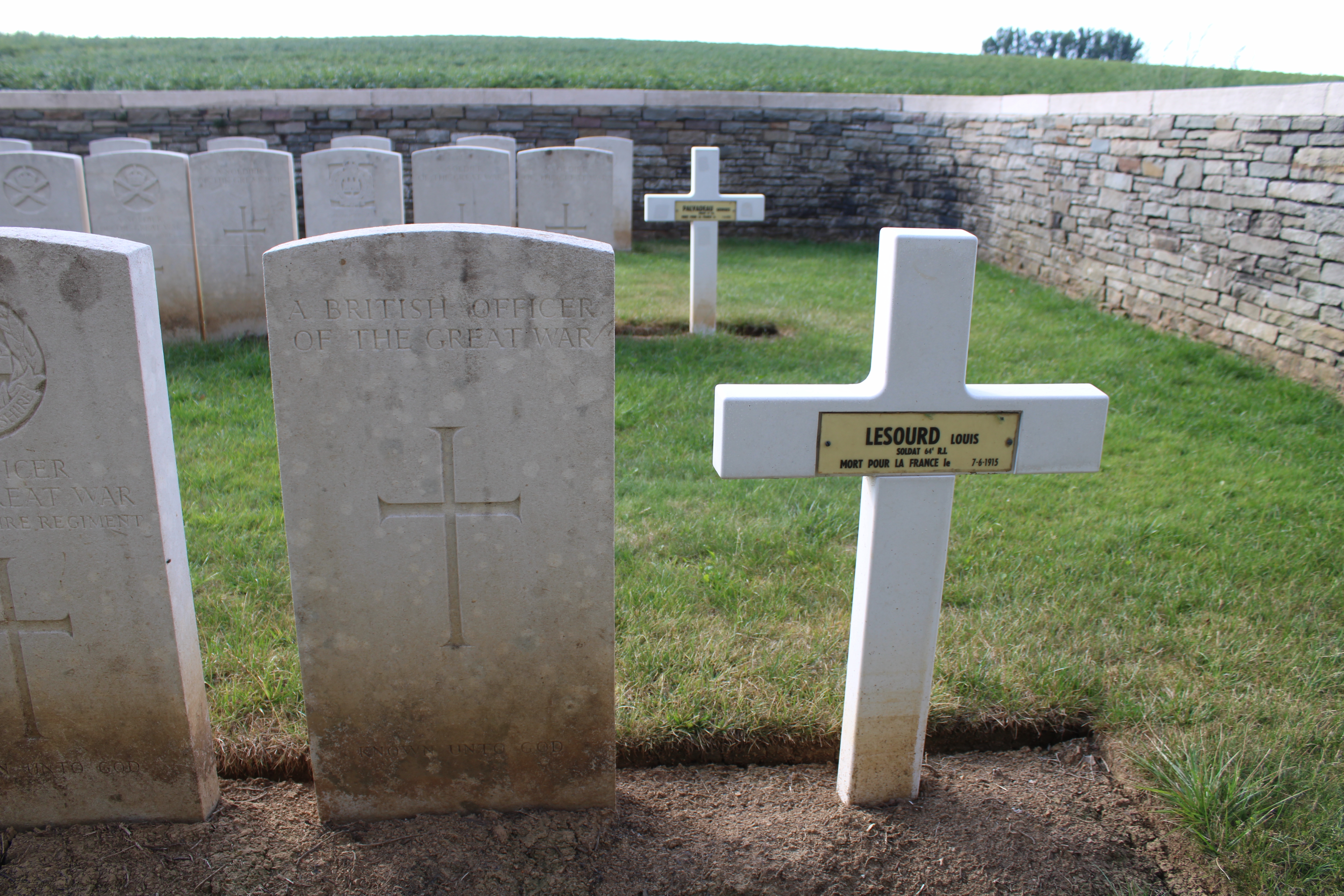

## Sépultures
| Pays        | Sépultures |
| ----------- | ---------- |
| Royaume-Uni | 107        |
| France      | 2          |
| Total       | 109        |

## Pour approfondir